# 丸田絵里子
丸田 絵里子（まるた えりこ、1982年4月12日 - ）は、日本の気象予報士。富山県出身。ウェザーマップ所属。

## 人物・略歴
富山県出身。駒澤短期大学英文科卒業。
2010年3月、気象予報士登録。ラジオやテレビに出演、気象デスクに従事。2018年よりウェザーマップに所属。
趣味はノルディックスキーと野球観戦で読売ジャイアンツファン。
2018年7月31日、読売テレビの情報番組『朝生ワイド す・またん!』に、同日で木島由利香の産休入りによる後任の気象予報士として初登場。当初は、週2回の出演であったが、同年10月の改編より、月～金まで全曜日を担当。主に『もうすぐ す・またん!』の5:18頃と『ZIP!』（関西ローカル）の7:15頃の1日2回の出演。『もうすぐ す・またん!』終了後の後継番組『おてんきシノビー』（5:12-5:18頃）のお天気コーナーの解説担当。2019年10月の改編より、6:11頃の天気解説も担当し1日3回の出演となっている。2020年5月から6:11頃の天気が廃止され、代わりに5:57頃に時間変更されている。その後同年10月より6:28頃に時間変更され、2021年4月以降は6:08頃に時間変更。2021年8月30日からは「す・またん！」が5:10開始となり、5:35頃の天気にも出演するようになり1日4回の出演となる。2022年1月以降は月～水曜日の週3回に変更。2022年3月23日放送分をもって番組卒業、「おてんきシノビー」も同日をもって降板した。後任は達淳一が担当する。
『おてんきシノビー』の出演は前後（サッカー等）放送関係及び台風や大雨等の緊急時もしくは丸田自身が夏休みの時は解説が無くテロップのみの回もある。2019年12月5日の放送回ではその直後の『す・またん！』のオープニングトーク中に森たけしから「おはようございます」の挨拶が暗いと指摘を受けて翌日12月6日以降からは改善している。
既婚で2024年3月に第1子となる長女を出産していたことを自身のInstagramで公表している。

## 出演
現在
- TBS NEWS （2020年4月から - 、毎週土曜日担当）

過去
- 朝生ワイド す・またん!（2018年8月6日 - 2022年3月23日 、読売テレビ）※2018年10月以降は全曜日担当。2022年1月以降は月～水曜日（週3日）担当。
  - もうすぐ す・またん!（5:18頃〈 - 2019年3月末〉）→おてんきシノビー（5:12-5:18頃〈2019年4月 - 2021年8月末〉 → 5:02-5:08頃〈2021年9月 -〉）
  - 5:35頃の天気解説（2021年8月30日より）
  - 6:11頃の天気解説（2019年10月よりレギュラー担当）→5:57頃の天気解説（2020年5月初 - 9月末）→6:28頃の天気解説（2020年10月 - 2021年3月末）→6:08頃の天気解説（2021年4月 - ）※2019年10月以前は台風や大雨等の緊急時のみ。
  - ZIP!（関西ローカル 7:15頃）
- さきどりNavi（日本テレビ）
- ミヤギnews every.（ミヤギテレビ）
- OH!バンデス（ミヤギテレビ）